# Heartforward
Heartforward è il primo album in studio della cantante statunitense Camaron Ochs, in seguito nota come Cam, pubblicato nel 2010.

## Tracce
1. The Traveler – 3:29
2. Give This Time – 2:45
3. Lullaby for Adults – 2:08
4. You Were Late – 3:27
5. Heartforward – 4:39
6. How'd I Get This Far – 3:14
7. This Far Gone – 2:11
8. Harder on Your Own – 4:00
9. Don't Wait Too Long – 3:12
10. My Offer – 3:07
11. Little Voice – 3:41
12. You and My Electric Guitar – 2:35